# Coccyzus ferrugineus
Cuco-do-coco ou papa-lagarta-do-coco (Coccyzus ferrugineus) é uma espécie de ave da família Cuculidae (por vezes classificado como Coccyzidae).
É endémica da Costa Rica.
Os seus habitats naturais são: florestas subtropicais ou tropicais húmidas de baixa altitude, regiões subtropicais ou tropicais húmidas de alta altitude e matagal húmido tropical ou subtropical.
Está ameaçada por perda de habitat.